# Orientierungslauf-Weltcup 1996
Der Orientierungslauf-Weltcup 1996 war die sechste Auflage der internationalen Wettkampfserie im Orientierungslauf. Ausgetragen wurde er in drei Runden mit insgesamt zehn Wettkämpfen. Darunter befanden sich wie 1994 auch drei Staffelläufe.
Der Gesamtsieg ging bei den Herren an den Schweden Johan Ivarsson, bei den Damen an seine Landsfrau Gunilla Svärd. Die Staffelwertungen gewannen Schweden bei den Herren und Norwegen bei den Damen.

## Austragungsorte
| Runde | Wettkampf | Datum      | Austragungsort  | Wettbewerb     | Bemerkung |
| ----- | --------- | ---------- | --------------- | -------------- | --------- |
| 1     | 1         | 8. Mai     | Juodkrantė      | Klassikdistanz |           |
| 1     | 2         | 11. Mai    | Cēsis           | Klassikdistanz |           |
| 1     | 3         | 12. Mai    | Cēsis           | Staffel        |           |
| 2     | 4         | 30. Juli   | Mölndal         | Kurzdistanz    |           |
| 2     | 5         | 3. August  | Vestmarka       | Klassikdistanz |           |
| 2     | 6         | 4. August  | Vestmarka       | Staffel        |           |
| 3     | 7         | 17. August | Langnau         | Staffel        |           |
| 3     | 8         | 19. August | Langnau         | Kurzdistanz    |           |
| 3     | 9         | 21. August | Leuk            | Klassikdistanz |           |
| 3     | 10        | 24. August | Villard-de-Lans | Klassikdistanz |           |

## Gesamtwertung

### Einzel
| Männer | Männer | Männer            | Männer |
| Platz  | Land   | Athlet            | Punkte |
| ------ | ------ | ----------------- | ------ |
| 1      | SWE    | Johan Ivarsson    | 181    |
| 2      | SWE    | Jörgen Mårtensson | 178    |
| 3      | FIN    | Timo Karppinen    | 176    |
| 4      | FIN    | Mikael Boström    | 174    |
| 5      | SUI    | Alain Berger      | 168    |
| 6      | SWE    | Håkan Eriksson    | 165    |
| 7      | CZE    | Rudolf Ropek      | 163    |
| 8      | EST    | Sixten Sild       | 162    |
| 9      | SWE    | Peter Jacobsson   | 156    |
| 10     | NOR    | Bjørnar Valstad   | 156    |

| Frauen | Frauen | Frauen                   | Frauen |
| Platz  | Land   | Athlet                   | Punkte |
| ------ | ------ | ------------------------ | ------ |
| 1      | SWE    | Gunilla Svärd            | 192    |
| 2      | SWE    | Marlena Jansson          | 189    |
| 3      | NOR    | Hanne Staff              | 184    |
| 4      | FIN    | Anniina Paronen          | 168    |
| 5      | GBR    | Yvette Hague             | 168    |
| 6      | SWE    | Anette Granstedt         | 167    |
| 7      | NOR    | Hanne Sandstad           | 163    |
| 8      | FIN    | Sanna Nymalm             | 161    |
| 9      | SUI    | Sabrina Meister-Fesseler | 158    |
| 10     | FIN    | Johanna Tiira            | 155    |

### Staffel
| Männer | Männer                 | Männer | Männer |
| Platz  | Land                   | Punkte |        |
| ------ | ---------------------- | ------ | ------ |
| 1      | Schweden               | 40     |        |
| 2      | Norwegen               | 35     |        |
| 3      | Finnland               | 33     |        |
| 4      | Schweiz                | 32     |        |
| 5      | Tschechien             | 28     |        |
| 6      | Vereinigtes Königreich | 24     |        |
| 7      | Dänemark               | 23     |        |
| 8      | Litauen                | 17     |        |
| 9      | Estland                | 15     |        |
| 10     | Italien                | 13     |        |

| Frauen | Frauen                 | Frauen | Frauen |
| Platz  | Land                   | Punkte |        |
| ------ | ---------------------- | ------ | ------ |
| 1      | Norwegen               | 40     |        |
| 2      | Schweden               | 37     |        |
| 3      | Schweiz                | 36     |        |
| 4      | Finnland               | 33     |        |
| 5      | Tschechien             | 27     |        |
| 6      | Vereinigtes Königreich | 24     |        |
| 7      | Neuseeland             | 22     |        |
| 8      | Deutschland            | 20     |        |
| 9      | Russland               | 19     |        |
| 10     | Dänemark               | 14     |        |